# The Fabulous Baker Boys
The Fabulous Baker Boys is een Amerikaanse romantische muzikale film uit 1989, geschreven en geregisseerd door Steve Kloves. De hoofdrollen waren voor Michelle Pfeiffer en de broers Beau en Jeff Bridges.

## Verhaal
Frank en Jack Baker zijn de Fabulous Baker Boys, twee muzikale broers die de kost verdienen met pianospelen in clubs en hotellounges in Seattle. De getrouwde Frank behartigt de zaken, terwijl de meer getalenteerde Jack zich niet wil binden. Om hun act aantrekkelijker te maken, besluiten de broers een zangeres in te huren. Dit wordt na het formeel sluiten van de audities de voormalige escort Susie Diamond. Het trio krijgt succes, terwijl Jack en Susie tot elkaar worden aangetrokken. Dit leidt tot spanningen tussen de broers en de uiteindelijke ontbinding van hun act. De remake van Makin' Whoopee met Michelle zingend op de piano geeft heel zwoel de algemene sfeer van de film treffend weer.

## Rolverdeling
| Acteur            | Personage     |
| ----------------- | ------------- |
| Michelle Pfeiffer | Susie Diamond |
| Beau Bridges      | Frank Baker   |
| Jeff Bridges      | Jack Baker    |
| Ellie Raab        | Nina          |
| Xander Berkeley   | Lloyd         |
| Dakin Matthews    | Charlie       |
| Ken Lerner        | Ray           |
| Albert Hall       | Henry         |
| Jennifer Tilly    | Monica Moran  |

## Prijzen en nominaties
De film werd vier keer genomineerd voor de Academy Awards (hoofdrolspeelster, cinematografie, originele muziek en montage).
Michelle Pfeiffer won de Golden Globe voor beste drama-actrice. Dave Grusin won een Grammy Award voor zijn soundtrack.

## Soundtracks
De film heeft een indrukwekkend repertoire van klassieke songs. Het meest treffende is "Makin' Whoopee.